# Takayuki Kiyooka
Takayuki Kiyooka (清岡 卓行 Kiyōka Takayuki?, 27 de mayojul./ 9 de junio de 1922greg. - 3 de junio de 2006) fue un poeta y novelista japonés. Nació en Dalian, China, mientras era territorio arrendado a Japón, creció allí y es conocido por sus historias sobre la vida en Dalian. Recibió el Premio Akutagawa en 1969 por su historia Akashiya no dairen.

## Trabajos importantes
- Kōtta honō (氷った焔, 1959)
- Akashiya no dairen (アカシヤの大連, 1969)
- Sakharov no genbō (サハロフの幻想, 1969)

- Datos: Q326987